# Zádolka
Zádolka je osada, součást obce Opatov v okrese Svitavy. Nachází se asi 3 km severozápadně od Opatova a asi 400 m od vlakové zastávky Semanín. V roce 2015 zde bylo cca 10 domů a chatová osada. Dominantou osady je bývalý kostelík, dnes soukromý objekt.
Poblíž se nachází železniční odbočka Zádulka (již na území obce Třebovice).